# Транслоказа
Транслокази — ферменти 7 класу, що каталізують переміщення та рух іонів або молекул через мембрани або їх розділення всередині мембран. Транслокази є найпоширенішою системою виділення у грампозитивних бактерій. Цей клас сформувався з ферментів, які раніше належали до інших класів. У серпні 2018 року Міжнародний союз біохімії та молекулярної біології відніс ці ферменти до нового класу ферментів (КФ) — транслоказ (КФ 7).